# 愛媛県道195号興居島循環線

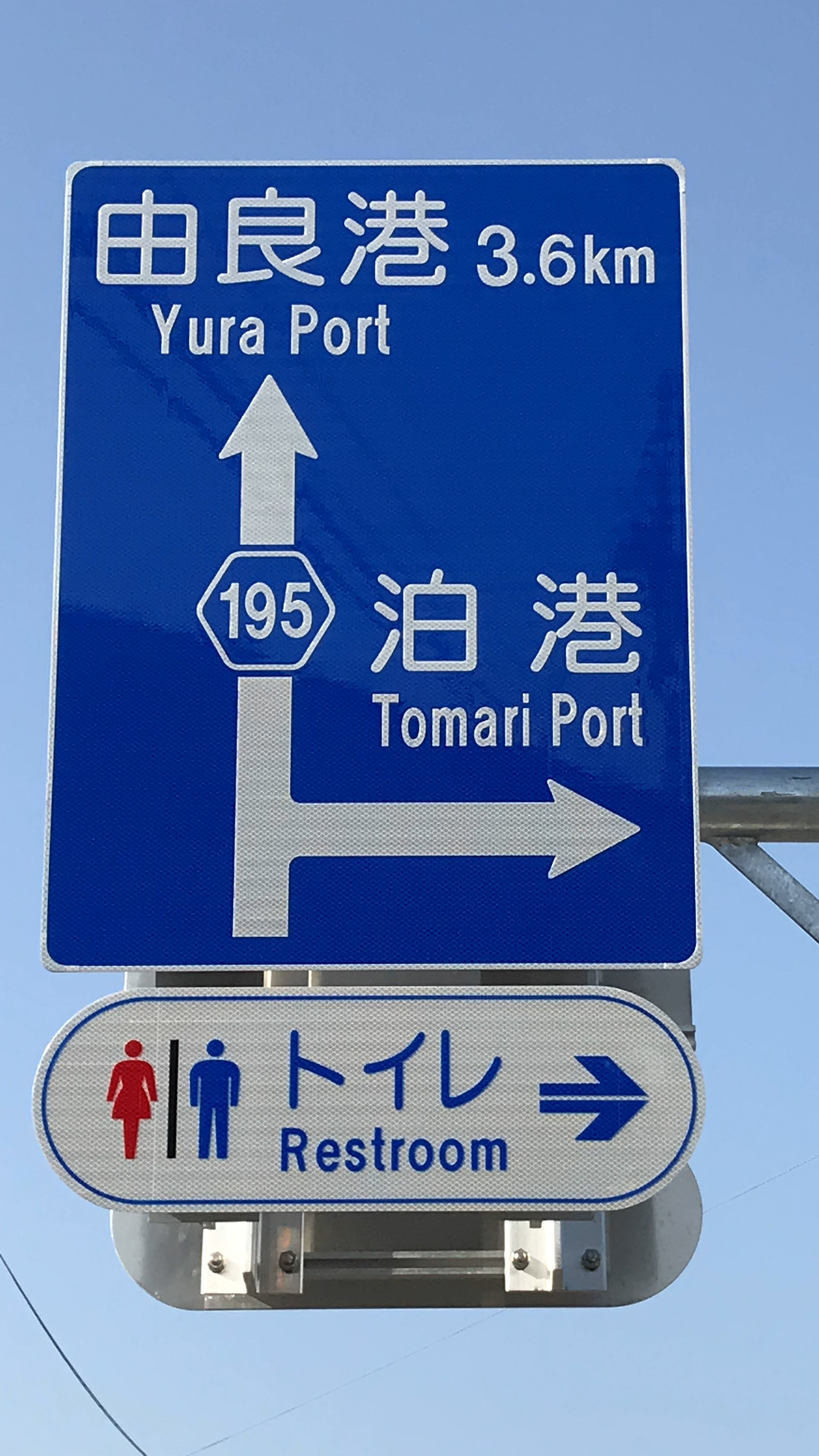
愛媛県道195号興居島循環線 泊港付近

愛媛県道195号興居島循環線（えひめけんどう195ごう ごごしまじゅんかんせん）は、愛媛県松山市を通る一般県道である。

## 概要
路線全体が松山市興居島内を通り、興居島内唯一の県道であるため、他の国道や県道との交点はない。

また興居島循環線という名称でるが、県道認定されているのは松山市門田町～松山市由良町鷲ヶ巣地区までであり、島の北部から西部までの区間は認定対象外である。

### 路線データ
- 実延長：14.4 km
- 起点：松山市由良町
- 終点：松山市由良町

## 歴史
- 1958年（昭和33年）6月27日 - 愛媛県告示第566号により、本路線を整理番号95番として県道に認定される[1]。
- 1972年（昭和47年）3月16日 - 愛媛県が愛媛県道195号門田御手洗線として認定。
- 1973年（昭和48年）
  - 3月31日 - 愛媛県告示第349号により、愛媛県が愛媛県道195号門田御手洗線を廃止。[2]。
  - 3月31日 - 愛媛県告示第348号により、愛媛県が愛媛県道195号興居島循環線として認定。[3]。

## 地理

### 通過する自治体
- 松山市

### 沿線
- 松山市立興居島小中学校
- 公民館
  - 松山市 由良公民館
  - 松山市 泊公民館
- 港
  - 由良港
  - 泊港

由良港・泊港とも松山市高浜にある高浜港との航路である。
- - 船越港
- 松山興居島郵便局
- 農業協同組合
  - JA松山市 興居島支所
  - JAえひめ中央 由良出張所
- 島四国八十八箇所（島四国）